# 北布里奇頓 (緬因州)
北布里奇頓（英語：North Bridgton）是位於美國緬因州坎伯蘭縣的一個非建制地區。

## 地理
北布里奇頓所處的海拔為高於海平面96米（即315英呎），而該地所採用的時區為UTC-5，即北美东部時區（EST）。同時該地設有夏令時間，為UTC-5調快一小時，即UTC-4（EDT）。